# Копылов, Василий Иванович (губернатор)
Василий Иванович Копылов (род. ок. 1780 — ум. 1845) — российский государственный деятель, Тобольский и Енисейский губернатор; действительный статский советник (1844).

## Биография
Достоверные дата, место рождения Василия Ивановича Копылова, а также сведения о раннем периоде его жизни пока неизвестны. Известно лишь, что происхождением был из дворян, в период с 26 сентября 1831 по 24 октября 1831 года  — Тюменский уездный предводитель дворянства.
Служил в Тобольской казённой палате, затем — до мая 1835 — в должности прокурора Вятской и Новгородской губерний. В период с 5 мая 1835 по 23 июня 1835 года исполнял обязанности губернатора Тобольской губернии.
В 1835 году переведён в Красноярск, куда был назначен на должность главы Енисейской губернии, где сменил, служившего в этом качестве ветерана Итальянского похода Суворова полковника И. Г. Ковалёва.
Начиная с 1835 года, при непосредственном участии В. И. Копылова в губернии широко распространяется «новая для сибирского края сельскохозяйственная культура» – картофель, удачно компенсировавшая частые неурожаи – недород хлебных зерновых культур – пшеницы, ржи.
В 1838—1839 годы губернатор В. И. Копылов деятельно работает над пополнением книжного фонда Красноярской губернской публичной библиотеки, открытой в губернском центре в год его прибытия - в 1835 году. Одной из его важнейших заслуг стало заключение договорённости со столичными издательствами, о бесплатном обеспечении библиотеки периодическими изданиями: журналами, газетами. Он организовал финансирование библиотеки, а также привлёк городскую и губернскую общественность - её жителей, к пожертвованию в публичное пользование книг из личных библиотек, и уже в 1838 году число пожертвований составило 188 названий книг в 394 томах, а к 1840 году фонд библиотеки вырос до 771 названий книг.
Проявлял постоянную заботу о здравоохранении населения. В 1838 году была проведена массовая прививка детям от оспы: 8.555 детей были спасены от этого страшного заболевания. Его стараниями в губернии на 200 мест увеличилось число больничных коек и к началу 1839 года достигло 700 койко-мест. В результате улучшения здравоохранения снизилась смертность.
Часто посещал Иркутск – административный центр Восточно-Сибирского генерал-губернаторства, где на время отсутствия генерал-губернатора – В. Я. Руперта, в связи с его длительными командировками по делам службы, «временно председательствовал в Совете Главного управления».
В 1844 году произведён в действительные статские советники.
В 1840-е годы Енисейская губерния стала основным золотодобывающим регионом в Сибири. Губернатор организовывал контроль за отводом участков, эксплуатацией приисков и сбором налогов.
В 1845 году, направленная в Красноярск сенаторская ревизия, нашла финансовые нарушения в канцелярии Енисейского губернатора: по мнению ревизоров часть сумм, пересылаемых в губернское управление, в расходных книгах не учитывалась (впоследствии ревизоры сочли нарушения канцелярии Енисейского губернатора типичными и незначительными). Копылова отстранили от должности. Через несколько дней из Иркутска прислали депешу сенатора Е. П. Толстого с требованием объяснений, которая явилась причиной скоропостижной кончины В. И. Копылова. Похороны опального скончавшегося губернатора оплатил городской глава Красноярска И. К. Кузнецов, как оказалось у Копылова не было денег даже на собственные похороны.
Умер 1.07.1845 (20.06.1845) в Красноярске, похоронен на Троицком кладбище Красноярска.

## Семья
- Жена: Александра Ивановна (уроженка Вятской губернии), от брака с которой в 1830 г. родился сын. После смерти супруга она с сыном уехала в Вятку[4].

## Память
- Енисейский гражданский губернатор — Копылов Василий Иванович, показан в Русском биографическом словаре (РБГ) Половцова[5][6].

- Сибирский историк и публицист В. И. Вагин (1823-1900), вероятно, лично знавший губернатора Копылова, в воспоминаниях так описывает портрет В. И. Копылова: "...Это был здоровый, коренастый старик лет 60-ти, среднего роста, с крупными чертами лица, взъерошенными седыми волосами и острым взглядом из-под седых нависших бровей"[7].